# Jared Cunningham
Jared Cunningham, né le 22 mai 1991, à Oakland, en Californie, est un joueur américain de basket-ball. Il évolue au poste d'arrière.

## Carrière en NBA

### Mavericks de Dallas (2012-2013)
Il est sélectionné en 24e position à la draft 2012 par les Cavaliers de Cleveland. Le soir de la draft, ses droits sont transférés aux Mavericks de Dallas.
Le 21 juillet 2012, il signe son premier contrat professionnel avec les Mavericks. Le 11 décembre 2012, il est envoyé aux Legends du Texas, en D-League. Le 31 décembre, il est rappelé dans l'effectif des Mavericks. Le 28 janvier 2013, il est renvoyé en D-League puis rappelé par les Mavericks le 30 mars.

### Hawks d'Atlanta (2013-fév. 2014)
Le 27 juin 2013, le soir de la draft, il est transféré aux Hawks d'Atlanta. Il est envoyé plusieurs en D-League, au Jam de Bakersfield.
Le 24 janvier, il est à nouveau rappelé par les Hawks.
Le 22 février 2014, il est coupé par les Hawks.

### Kings de Sacramento (mars-avril 2014)
Le 31 mars 2014, il signe un contrat de dix jours avec les Kings de Sacramento. Le 10 avril, il signe avec les Kings pour le reste de la saison.

### Clippers de Los Angeles (2014-jan. 2015)
Le 29 septembre 2014, il signe avec les Clippers de Los Angeles.

### Sixers de Philadelphie (janvier 2015)
Le 8 janvier 2015, il est transféré, avec les droits sur Cenk Akyol et une somme d'argent aux Sixers de Philadelphie contre les droits sur Serhiy Lichtchouk.

### Cavaliers de Cleveland (2015-2016)
Il dispute la pré-saison 2015-2016 avec les Cavaliers de Cleveland, il décroche une place dans leur effectif pour la saison régulière.

## Statistiques

### Universitaires
Les statistiques en matchs universitaires de Jared Cunningham sont les suivantes :
| Année     | Équipe       | Matches | Titul. | Min./m. | %tir | %3pts | %l-f | rbds/m. | pass/m. | int/m. | ctr/m. | pts/m. |
| --------- | ------------ | ------- | ------ | ------- | ---- | ----- | ---- | ------- | ------- | ------ | ------ | ------ |
| 2009-2010 | Oregon State | 32      | 19     | 19,1    | 51,2 | 33,3  | 74,7 | 2,0     | 0,9     | 1,3    | 0,1    | 6,2    |
| 2010-2011 | Oregon State | 30      | 29     | 29,2    | 43,7 | 36,0  | 77,9 | 3,1     | 2,1     | 2,8    | 0,2    | 14,2   |
| 2011-2012 | Oregon State | 36      | 35     | 34,6    | 45,0 | 33,8  | 73,7 | 3,8     | 2,8     | 2,5    | 0,4    | 17,9   |
| Total     |              | 98      | 83     | 27,9    | 45,5 | 34,4  | 75,4 | 3,0     | 2,0     | 2,2    | 0,2    | 13,0   |

## Records sur une rencontre en NBA
Les records personnels de Jared Cunningham, officiellement recensés par la NBA sont les suivants :
| Type de statistique        | Saison régulière | Saison régulière          | Saison régulière  |
| Type de statistique        | Record           | Adversaire                | Date              |
| -------------------------- | ---------------- | ------------------------- | ----------------- |
| Points                     | 12               | @ Grizzlies de Memphis    | 28 octobre 2015   |
| Paniers marqués            | 4                | @ Grizzlies de Memphis    | 28 octobre 2015   |
| Paniers tentés             | 10               | @ Raptors de Toronto      | 25 novembre 2015  |
| Paniers à 3 points réussis | 2                | 2 fois                    |                   |
| Paniers à 3 points tentés  | 4                | 2 fois                    |                   |
| Lancers francs réussis     | 6                | Thunder d'Oklahoma City   | 8 avril 2014      |
| Lancers francs tentés      | 6                | 3 fois                    |                   |
| Rebonds offensifs          | 1                | 6 fois                    |                   |
| Rebonds défensifs          | 4                | Hawks d'Atlanta           | 21 novembre 2015  |
| Rebonds totaux             | 4                | Hawks d'Atlanta           | 21 novembre 2015  |
| Passes décisives           | 4                | Bucks de Milwaukee        | 19 novembre 2015  |
| Interceptions              | 2                | 3 fois                    |                   |
| Contres                    | 1                | 2 fois                    |                   |
| Balles perdues             | 5                | @ Wizards de Washington   | 1er novembre 2014 |
| Minutes jouées             | 35               | Trail Blazers de Portland | 8 décembre 2015   |

- Double-double : aucun (au 11/03/2016)
- Triple-double : aucun.

## Palmarès

### Distinctions personnelles
- All-Pac-12 first team (2012)
- All-Pac-12 second team (2011)